# Sabinada
Sabinada  foi uma revolta autonomista de caráter separatista transitório, tendo ocorrido de 6 de novembro de 1837 a 16 de março de 1838. Ocorreu na Província da Bahia à época do Brasil Imperial, seus líderes foram o médico e jornalista Francisco Sabino e o advogado João Carneiro da Silva Rego. Os revoltosos  propunham a existência de uma República Bahiense de caráter transitório até que o Imperador Dom Pedro II alcançasse a maioridade. O estudo sobre a Sabinada é importante para ampliar o entendimento sobre um período crucial e turbulento da História do Brasil, o Período Regencial (1831-1840).

## Contexto
Após a Revolução de 1830, que colocou fim à Dinastia Bourbon na França, houve uma série de revoltas em outras regiões que foram marcadas por um caráter fortemente nacional e, em alguns casos, liberal. Fora da Europa, a abdicação de D. Pedro I pode ser entendida como um reflexo desse movimento liberal iniciado na França. Como o sucessor do Brasil tinha apenas cinco anos de idade, o País foi governado por regentes até a maioridade do futuro imperador.
Durante o Período regencial, coexistiram três tendências políticas que se chocavam: os caramurus (restauradores), chimangos (moderados) e jurujubas (exaltados). A partir das diferenças políticas desses grupos, os conflitos se estabeleceram em torno da questão da centralização monárquica e do federalismo republicano. Enquanto os moderados procuravam manter a unidade defendendo a independência nacional e a centralização por meio da monarquia nacional, os exaltados buscavam a autonomia provincial.
Durante a Regência Trina Provisória, marcada pelo poder dos moderados Francisco de Lima e Silva, José da Costa Carvalho e João Bráulio Muniz, foram tomadas medidas liberais para conter as agitações. Uma dessas medidas foi a criação da Guarda Nacional, que  acabou se tornando a principal força repressiva da oligarquia.
Essas tensões do Período Regencial podem ser visualizadas no excerto abaixo:
Dizem que o som do silêncio, às vezes, pode ser ensurdecedor. No período das regências [...] a história confirma a expressão. O país era grande, e a corte desconhecia as especificidades de suas diferentes regiões, que vistas de longe pareciam quietas, serenas, e davam a impressão que assim continuaria para sempre [...] o sentimento autonomista era, porém, forte nas províncias [...] o debate político girava ao redor de dois programas políticos decididamente antagônicos: o centralismo da corte, de um lado, e o autogoverno provincial, de outro.
As rebeliões regionais tiveram, nesse contexto, duas raízes. Além de terem sido importantes para as províncias distantes do poder tentarem obter mais autonomia, foi uma maneira das camadas sociais baixas e médias tentarem melhorar sua vida material.  Dessa maneira, para além dos "programas políticos decididamente antagônicos", é importante se atentar à dupla natureza da Sabinada, já que ela refletia o descontentamento tanto com a Corte do Rio de Janeiro quanto com os poderosos locais (em sua maioria, legalistas ao apoiar o governo central), que não atendiam às expectativas de parte da sociedade baiana.
É válido ressaltar que as revoltas começaram a explodir principalmente (mas não apenas) durante os dois anos do comando de Diogo Antônio Feijó na Regência Una (1835 - 1837). Após a eclosão das principais manifestações, o Parlamento culpabilizou o regente pela desordem nas províncias e lhe negou recursos financeiros para solucionar as crescentes dificuldades. Sem base política, Feijó acabou renunciando em 1837, no mesmo ano que estourou a Sabinada.

### Pressão Econômica e Social

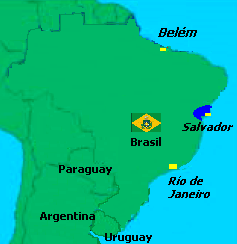
Sabinada (1837)

Um fator importante para compreender a  Sabinada está associado ao contexto social  da Bahia na década de 1830. Em parte relacionado à expansão da produção açucareira em outras localidades e o consequente aumento da oferta desse bem no mercado internacional, a província começava a enfrentar uma "opressão econômica".
Entre outros problemas econômicos e sociais, é possível destacar a seca, a redução da oferta de alimentos (além do açúcar) e a inflação. Para piorar, a economia foi inundada de moedas falsas, agravando ainda mais o problema da inflação e intensificando a sensação de "desassossego público". Não por acaso, as reivindicações por parte de artesãos, empregados públicos e militares eram constantes nessa época. Soma-se a isso o fato de que a divisão de poderes estabelecida pelo Ato Adicional excluía as camadas médias de Salvador dos cargos efetivos da Assembleia Legislativa Regencial, dando espaço apenas para os latifundiários da alta sociedade.
Pode-se dizer que o cenário de crise econômica e social está na raiz da revolta, uma vez que os setores médios e urbanos eram os mais vulneráveis à situação  que se acentuava na província da Bahia na década de 1830. O fato da camada média da sociedade baiana ter sido a propulsora da revolta a diferencia de outros movimentos revolucionários ocorridos no período regencial.

## Antecedentes
Desde antes da Independência, a Bahia vinha sendo cenário de várias revoltas urbanas que evidenciavam os desgastes das estruturas coloniais portuguesas. Entre elas, podemos citar a Conjuração Baiana (1798), as lutas pela independência na Bahia (1822-1823), a Federação do Guanais (1832) e a Revolta dos Malês (1835).

Apesar dessas várias manifestações de insatisfação social, não podemos interpretá-las como uma forma de repetição de uma mesma batalha entre os mesmos protagonistas. Cada episódio possuí suas particularidades, apresentando diferentes respostas para diferentes perguntas. Dito isso, pode-se entender que as revoltas tinham a ver com as dificuldades da vida cotidiana, bem como as incertezas da organização política, cada uma delas resultantes de realidades especificas. No caso da Sabinada, a revolta foi marcada pelo apoio da classe média e comercial de Salvador em torno da ideia federalista republicana. Se inicialmente o movimento contou com a participação das camadas mais baixas foi em casos individuais e isolados, não representando um conjunto.

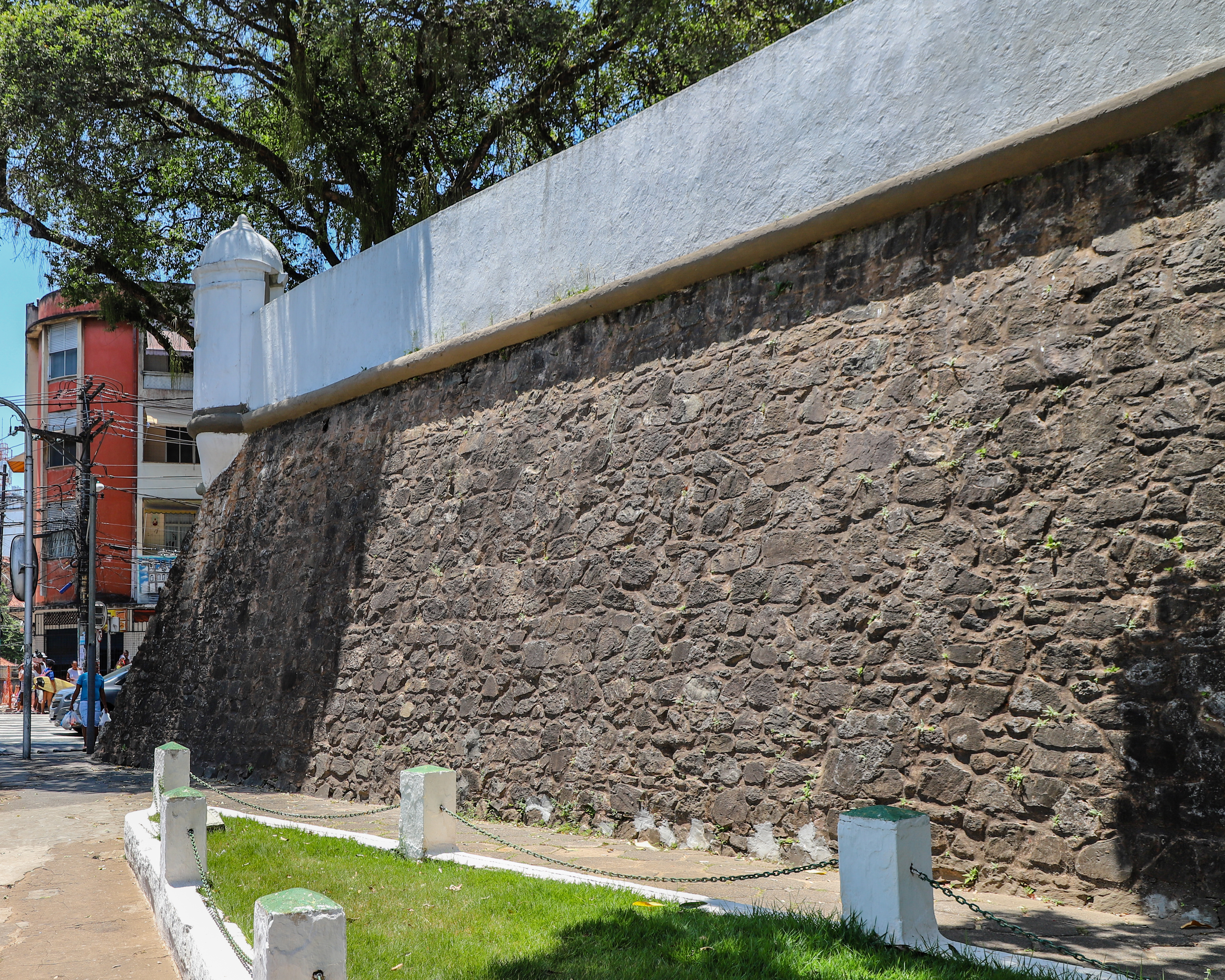
Um dos bastiões do Forte de São Pedro, em Salvador, local de eclosão da Sabinada

## A Revolta
No dia 7 de novembro de 1837, os rebeldes que eram liderados por Francisco Sabino e João Carneiro da Silva Rego invadiram a Câmara Municipal de Salvador, proclamando a "República Baiana" livre e independente do mando imperial. O movimento se iniciara na noite anterior, quando os rebeldes tomaram o Forte de São Pedro. Durante a madrugada, marcada por violência, o levante conseguiu render e depor os homens do poder local aliados ao governo central, que se refugiaram na região de Cachoeira durante os quatro meses que durou a República.
Na data do dia 7, a sessão extraordinária da Câmara Municipal declarou a Bahia "inteira e perfeitamente desligada do governo denominado central do Rio de Janeiro". Contudo, na ata de 11 de novembro, foi registrada a emenda que dizia:
A Bahia fica desde já separada, e independente da Corte do Rio de Janeiro, e do Governo Central, a quem desde já desconhece, e protesta não obedecer nem a outra qualquer Autoridade ou ordens dali emanadas, enquanto durar somente, a menoridade do sr. dom Pedro II.
O adendo sobre a duração da independência estabeleceu o caráter transitório da revolta, uma vez que reconhecia a legitimidade do trono ao jovem Pedro de Alcântara. O registro dessa emenda acabou sinalizando uma divergência existente dentro do próprio movimento, o que levou a interpretação posterior de que havia diferenças entre Sabino e Carneiro no que diz respeito à visão política da revolta. Acredita-se que os defensores da ata do dia 7 eram liderados por Sabino, que tinha um projeto caracterizado por ser separatista, republicanista e antimonarquista; enquanto o projeto de Carneiro era mais moderado, unionista e federalista.
A ata ditada por Sabino, agora na posição de  secretário de governo da recém-criada "República Baiana", contou com cento e quatro assinaturas. Entre elas, foi possível identificar que nove eram militares, três médicos, três professores, dois comerciantes, dois funcionários públicos, um ourives, um escrivão, um carcereiro, um porteiro, um capelista e um boticário. As profissões identificadas na ata em questão sinalizam que os setores médios urbanos de Salvador foram os principais participantes da revolta (o que é uma característica peculiar à Sabinada no contexto das revoltas regenciais). O presidente escolhido para a nova república foi Inocêncio da Rocha Galvão, que estava exilado nos Estados Unidos desde os anos 1820, o que leva a crer que a nomeação foi simbólica e quem assumiu essa figura acabou sendo o vice, que era o João Carneiro.
Após dominar alguns quartéis em Salvador, os rebeldes não conseguiram a adesão dos senhores de terras do Recôncavo, nem encontraram apoio significativo junto à população escrava. Isso se deu porque os senhores de engenho se assustaram com as declarações dos líderes da Sabinada de que libertariam os cativos nacionais caso estes pegassem em armas ao lados dos revoltosos. Embora a ameaça tenha se limitado apenas aos negros nascidos no Brasil e não tenha sido levado inteiramente a cabo, as camadas mais altas da sociedade mantiveram uma imagem antiescravista errada e forjada da revolta.
É válido ressaltar que esse temor quanto à libertação de escravos estava muito associado ao imaginário herdado da Revolta dos Malês, que ocorreu apenas dois anos antes. Por outro lado, a população escrava não se empolgou com o movimento por conta da distinção entre escravos nacionais e estrangeiros, considerando que cerca de 2/3 da população escrava em Salvador tinha origem africana.
Mesmo assim, é possível interpretar que alforriar escravos, mesmo que apenas os crioulos, não parece haver constato no plano dos revolucionários. Ao contrário, os decretos de alforria foram antes providências do que atos, especialmente por conta da pressão das circunstâncias, isto é, o sítio militar, as derrotas e a limitação do movimento à cidade. Talvez por isso, seja possível afirmar que os Sabinos não foram radicais, pois não ousaram tocar nas raízes e não foram capazes de pensar além do horizonte ideológico de uma sociedade escravista.

### Repressão
Sem adesão das elites e das camadas populares, a repressão por parte do governo imperial, então sob a regência de Araújo Lima, tornou-se fácil. Este tomou a capital em uma operação de bloqueio terrestre e marítima (março de 1838), na cidade de Salvador. Após o cerco por mar e terra, as forças governamentais recuperaram a cidade por meio de um violento conflito, que resultou na morte de aproximadamente 1 800 pessoas.
A duração da Sabinada foi equivalente ao tempo necessário às tropas para organizar a ação militar. Foi feita uma ofensiva conjunta por mar e terra, iniciando-se no dia 13 de março e indo até o dia 15 do mesmo mês. Quem liderou a ação foi o comandante Crisóstomo Calado, que usou  de extrema violência em suas investidas. Durante a repressão, muitas pessoas que, inicialmente, não estavam envolvidas com os republicanos se viram obrigadas a lutar contra o exército imperial para se defender da retaliação.
Como punição, os líderes foram condenados à prisão perpétua. No entanto, as penas acabaram sendo amenizadas. Sabino, por exemplo, foi julgado, mas conseguiu refugiar-se até sua morte na Fazenda Jacobina, localizada na província do Mato Grosso. Outros líderes como Daniel Gomes de Freitas, Francisco José da Rocha, João Rios Ferreira e Manoel Gomes Pereira, conseguiram evadir-se e juntaram-se a outra importante revolta:  Revolução Farroupilha.

## Identidades da Revolta
A identificação da Sabinada, tanto política quanto racial, pautou-se de acordo com a perspectiva de cada grupo social da época. Existiam os que estavam insatisfeitos com a ordem política-institucional vigente (rebeldes) e os que estavam dispostos a firmar alianças com esta ordem (legalistas). Estes últimos eram os homens do poder local. A cooperação entre o poder central e o local debelou o movimento rebelde.
O Estado Imperial oferecia aos legalistas mais perspectivas de futuro do que a frente rebelde, que tinha como moeda de troca apenas alguns empregos e cargos políticos, além de  apresentarem escassos recursos materiais. Este motivo, aliado a outros, fez com que a adesão das camadas mais poderosas da província fosse quase nula. Opondo-se aos rebeldes, os legalistas passaram a construir em torno da revolta uma aura de radicalidade, separatismo e antiescravismo que era controversa em relação às próprias posições dos sabinos. A documentação da época mostra que os rebeldes estavam dispostos a negociar seu separatismo inicial pela reintegração ao império depois da coroação de D. Pedro II.
A circulação de informações entre os dois lados (legalistas e rebeldes) foi intensa. Era pouco provável que os legalistas ignorassem as tentativas de moderação dos Sabinos e, mesmo assim, fizeram a opção política de tratá-los como desclassificados sociais, pobres e negros. Atribuiu-se ao movimento uma suposta aliança com os escravos, tentando reduzi-lo a um levante militar. Isso é evidenciado, por exemplo, em uma ordem do presidente legalista da província, Antônio Barreto Pedroso, durante a batalha final da retomada de Salvador. A ordem foi dada ao juiz de direito da comarca de Inhambupe:
Ordeno positivamente a Vmcê, que reunindo toda a força que lhe for possível, faça marchar sobre esse bando faccioso que intente insurgir a escravatura, e tome as estradas e caminhos por onde eles possam evadir para o centro, a fim de que sejam presos (...)
No entanto, em contra partida ao que queriam os conservadores, a documentação também evidencia que os líderes da revolta eram, na verdade,  membros da camada média da sociedade baiana, como bacharéis, comerciantes, professores e funcionários públicos de médio escalão. Enquadrar a Sabinada como um distúrbio militar foi a maneira que os legalistas encontraram de desviar a atenção da importante demanda por autonomia política e reformas sociais no âmbito da província.
A Sabinada caracterizou-se como um movimento em que não houve evidências de politização essencialmente negra, nem solidariedade racial efetiva entre os homens de cor e os líderes da revolta. A Sabinada aceitou alguns africanos, porém não legislou a favor deles. Não houve uma união entre homens de todas as raças como afronta à ordem escravista como queriam fazer crer os legalistas, apenas ações individuais de combate que foram tomadas por negros livres. Uma exceção foi o batalhão comandado por Santa Eufrásia, em que de fato pôde se observar uma solidariedade entre negros de diferentes origens. Esse caso isolado mostra o potencial revolucionário explosivo que a Sabinada tinha, que seria efetivo caso o comando rebelde o tivesse incorporado.

## Pós-Sabinada
Mesmo depois da retomada do poder pelo governo Imperial, em que mais de mil rebeldes foram mortos contra apenas 40 das tropas imperiais, a elite do poder local não ficou tranquilizada. Após 1837, os legalistas mostraram-se extremamente preocupados em controlar de maneira severa a movimentação de grupos sociais considerados perigosos para o "sossego público".
Por mais que após o fim da Sabinada a elite e o poder Imperial tenha conseguido evitar rebeliões de grandes proporções, não devemos interpretar que os revoltosos não tentaram se rearticular. Embora nada tenha eclodido, houve intensa tentativa de alianças entre grupos radicais e alguns grupos sociais que haviam participado da Revolta.
Pode- se dizer que, após a Sabinada, houve um regresso conservador, calcado na preocupação de manter a ordem centralizadora. Por meio de reformas de lei, tentaram ao máximo  cercear os que, na revolta, desrespeitaram o trono Imperial.

## Imprensa
Houve, durante e após a Sabinada, uma importante atuação da imprensa na narrativa dos acontecimentos. Os jornais dividiam-se em suas posições. Havia uma intensa atividade e deflagração do movimento por parte de veículos como o Novo Diário da Bahia e o Sete de Novembro, ambos do líder e jornalista Francisco Sabino.
Após a repressão ao movimento, os jornais de posição favorável aos rebeldes acabaram caindo; resistiu, no entanto, um importante veículo. Tratava-se de O Athleta. Com o passar dos anos, outros foram se organizando sendo que um dos mais importantes surgidos posteriormente às revoltas regenciais foi o Guaycuro, em outubro de 1843.
Em oposição aos rebeldes e adotando um tom conservador e monarquista, havia o Correio Mercantil, que após a Sabinada promoveu um  verdadeiro caça às bruxas aos simpatizantes do separatismo. O jornal  foi um importante porta-voz dos anseios e preocupações da elite, dizendo-se um grande defensor da legalidade, integridade do império e da punibilidade dos rebeldes. Em suas páginas, difundia a ideia de que era essencial a pacificação da província, além de atribuir às ideias federalistas e republicanas uma imagem criminosa.
Um exemplo de investida do jornal contra os grupos rebeldes foi a exaltação da imagem dos chamados "raposas". Esta foi a alcunha dada aos incendiários que teriam ateado fogo aos prédios  mais belos da cidade enquanto as tropas legalistas restauravam seu poder em Salvador, em março de 1838. Como forma de mexer com o medo e imaginário do cidadão comum para provocar o isolamento dos rebeldes, criou-se uma aura de terror criminoso em torno dos raposas.